# Joëlle Schad
Joёlle Schad (ur. 13 marca 1973 w Santo Domingo) – dominikańska tenisistka.

## Kariera
Tenis zaczęła uprawiać w wieku 7 lat. Rozpoczęła karierę w 1990.
Dotarła do finału igrzysk panamerykańskich w 1991 w grze pojedynczej, w którym przegrała z Pam Shriver 5:7, 6:2, 4:6. Zdobyła też brązowy medal tych igrzysk w mikście (jej partnerem był Rafael Moreno).
Wzięła udział w igrzyskach olimpijskich w 1996. Odpadła w pierwszej rundzie, przegrywając z Martiną Hingis 0:6, 1:6.
W swojej karierze wygrała osiem turniejów rangi ITF:
- 2 w grze pojedynczej – Mato Grosso 1996, São Paulo 1996
- 6 w grze podwójnej – São Paulo 1996 (w parze z Vanessą Mengą), Soczi 1996 (w parze z Miriam d’Agostini); Coatzacoalcos, Tampico, Juarez, Montevideo (wszystkie 1999; w parze z Melody Falco)

Najwyższe miejsca, jakie zajmowała podczas kariery, to 219. pozycja w singlu (21 października 1996) i 166. w deblu (17 marca 1997).
Od 1990 roku reprezentowała Dominikanę w rozgrywkach Fed Cup. Rozegrała łącznie ponad pięćdziesiąt meczów.

## Życie prywatne
Ma dwoje dzieci – Joëlle Alexandrę i Olivera, które uczy gry w tenisa. Szkoli też siostrzenicę Valerię oraz pełni funkcję kapitana reprezentacji Dominikany.